# Ginoria
Ginoria es un género con quince especies de plantas con flores de la familia Lythraceae. 

## Especies seleccionadas
- Ginoria americana Jacq. rosa del río (Cuba)[1]
- Ginoria arborea
- Ginoria callosa

## Sinonimia
- Antherylium, Ginora[2]